# O Candidato Honesto
O Candidato Honesto é um filme de comédia brasileira, cujo protagonista, Leandro Hassum, vive a pele de um corrupto político, candidato à presidência da República. Foi dirigido por Roberto Santucci e inspirado em O Mentiroso, de Tom Shadyac.
O filme conta a história de João Ernesto Praxedes, um carismático político corrupto que às vésperas das eleições para a presidência da República recebe uma mandinga de sua avó moribunda, ficando impossibilitado de mentir. 

## Sinopse
João Ernesto Ribamar entrou na política quando era presidente do Sindicato dos Motoristas de Ônibus. Agora um deputado bastante popular, acaba se candidatando à Presidência da República. Corrupto convicto, João está no auge da carreira, prestes a vencer as eleições, quando sua avó lança uma mandinga poderosa. Em seu leito de morte, Dona Justina vocifera contra a desonestidade do neto e, no dia seguinte, a confusão está formada. Às vésperas do segundo turno e em primeiro lugar nas pesquisas, ele não consegue mais contar nenhuma mentira ou se envolver em qualquer negócio ilegal e se enrola cada vez mais, num caminho sem volta que vai mudar sua trajetória.

## Elenco
- Leandro Hassum como João Ernesto Ribamar
- Flávia Garrafa como Isabel Ribamar
- Victor Leal como Marcelinho
- Luiza Valdetaro como Amanda Pinheiro
- Flávio Galvão como Montanaro
- Henri Pagnoncelli como Nelson
- Antônio Pedro como Demétrio
- Luis Lobianco como Mateus Floriano
- Nilton Bicudo como Antonio "Tio Tonho" Praxedes da Silva
- Prazeres Barbosa como Dona Justina Ribamar
- Murilo Grossi como Flávio Botelho
- Ellen Rocche como Carmem
- Jovane Nunes como Paizim do Bode
- Marcius Melhem como Deputado João Contrário da Silva
- Charles Myara como Deputado Washington Barroso
- Júlia Rabello como Maria Lúcia Brito, uma paródia da Ana Maria Braga
- Antônio Fragoso como Wallace, o mediator do debate
- Arthur Claro como Joãozinho Ribamar
- Giovanna Estefanio como Sofia Ribamar
- Cláudio Torres Gonzaga como presidente da mesa
- Aramis Trindade como deputado
- Cláudio Cinti como assessor
- Iran Meu Nêgo como chefe de segurança
- Bernardo Felinto como repórter
- Dandara Mariana como repórter
- Marcello Caridade como advogado de João

## Recepção
O Candidato Honesto teve uma recepção mista para negativa por parte da crítica especializada. Com base de 9 revisões da imprensa, alcançou uma nota de 2,3 de 5 no AdoroCinema.
Do Cineweb, Alysson Oliveira postou uma análise negativa para o filme, dizendo: "Se até então fazia um humor “pra toda a família”, com até um algo de ingênuo, em sua nova empreitada, "O Candidato Honesto", o humorista apela para piadas típicas do humor rasteiro, envolvendo flatulência e traseiros em janela de ônibus. Sim, esse é o nível."
Do Cinepop, Pablo R. Bazarello deu ao filme uma revisão neutra: "A essência de "O Candidato Honesto" continua extremamente infantil e boba, assim como todas as obras no currículo do humorista. Isso inclui a pretensa crítica à política brasileira, apenas pincelada."
Do site AdoroCinema, Rubens Ewald Filho publicou uma análise positiva, dizendo: "Já sabemos então qual o maior defeito do filme, que é não ter confiança na própria história e de vez em quando escorregar para a chanchada desnecessária. Mas ri muito e fiquei um pouco chocado vendo tantas verdades..."